# Deface the Music
Albums de Utopia
Adventures in Utopia
(1980) Swing to the Right
(1982)
Deface the Music est le sixième album du groupe Utopia, sorti en 1980.
L'album tout entier est une parodie des Beatles, de la pop beat de leurs débuts (I Just Want to Touch You évoque I Want to Hold Your Hand) à la période psychédélique (Everybody Else Is Wrong rappelle I Am the Walrus).

## Titres
Toutes les chansons sont créditées à Utopia.

### Face 1
1. I Just Want to Touch You – 2:04
2. Crystal Ball – 2:02
3. Where Does the World Go to Hide – 1:45
4. Silly Boy – 2:23
5. Alone – 2:13
6. That's Not Right – 2:40
7. Take It Home – 2:54

### Face 2
1. Hoi Poloi – 2:37
2. Life Goes On – 2:23
3. Feel Too Good – 3:08
4. Always Late – 2:25
5. All Smiles – 2:31
6. Everybody Else Is Wrong – 3:39

## Musiciens
- Todd Rundgren : chant, guitare
- Roger Powell : claviers, chant
- Kasim Sulton : basse, chant
- John 'Willie' Wilcox : batterie, percussions, chant